# Серхіо Мендес
Серхіо Мендес (ісп. Sergio Méndez, нар. 14 лютого 1942, Санта-Елена — пом. 18 грудня 1978) — сальвадорський футболіст, що грав на позиції півзахисника.
Виступав, зокрема, за клуби «Агіла» та «Атлетіко Марте», а також національну збірну Сальвадору.

## Клубна кар'єра
Народився 14 лютого 1942 року в місті Санта-Елена у футбольній родині, його молодший брат та деякі з кузенів були професіональними футболістами й виступали у складі клубів «Луїс Анхель Фірпо» та «Альянца». Отримав прізвиська Ель-Табуто через місце свого народження, вихованець футбольної школи клубу «Ель Венседор, Санта-Елена».
У дорослому футболі дебютував 1964 року виступами за команду клубу «Агіла», в якій провів шість сезонів, взявши участь у 141 матчі чемпіонату. Більшість часу, проведеного у складі «Агіли», був основним гравцем команди. У складі «Агіли» був одним з головних бомбардирів команди, маючи середню результативність на рівні 0,59 голу за гру першості. Під час виступів у цьому клубі потоваришував з бразильським захисником клубу, Зозіму Алвешем Калажаешем. В інтерв'ю «La Prensa Grafica» у 1968 році заявив, що протягом своєї кар'єри ніколи не бачив нападника-півзахисника з такими якостями, як у Серхіо Мендеса.
Калажаеш також заявив, що швидкість, навички гри у повітрі та його стиль гри були просто неперевершеними, саме ці якості зробили з Мендеса дуже небезпечного нападника. Він також прогнозував, що Сальвадор зіграє на Чемпіонаті світу з футболу 1970 року у Мексиці.
1971 року перейшов до клубу «Атлетіко Марте», за який відіграв 5 сезонів.  В новому клубі був серед найкращих голеодорів, відзначаючись забитим голом в середньому щонайменше у кожній третій грі чемпіонату. Завершив професійну кар'єру футболіста виступами за команду «Атлетіко Марте» у 1976 році.
Помер 18 грудня 1978 року на 37-му році життя.
За іронією долі, Калажаеш також загинув у автомобільній катастрофі, у 1977 році в Бразилії.

## Виступи за збірну
1965 року дебютував в офіційних матчах у складі національної збірної Сальвадору.Протягом кар'єри у національній команді, яка тривала 10 років, провів у формі головної команди країни 27 матчів, забивши 14 голів.
У складі збірної був учасником  футбольного турніру на Олімпійських іграх 1968 року у Мехіко, на якій зіграв 7 матчів, а в кваліфікаційному турнірі відзначився голом у ворота збірної Куби. Також виступав на Чемпіонаті націй КОНКАКАФ 1965 року, де зіграв у всіх матчах збірної на турнірі. На чемпіонаті вийшов у стартовому складі у 6-ти матчах, двічі виходив на заміну та відзначився 5-ма голами. Зіграв у всіх матчах кваліфікації чемпіонату світу 1970 року у Мексиці, а також у перших трьох матчах збірної на турнірі.

## Особисте життя
Окрім гри у футбол та статусу професіонального футболіста, Мендес мав ще й іншу мрію, стати бристом у Національному університеті Сальвадора, на момент загибелі, Серхіо у же другий рік мав науковий ступінь політолога й викладав політичні та юридичні науки, підміняючи професора у приватному університеті. Гравець сальвадорської збірної Хорхе «Магіко» Гонсалес у одному з інтерв'ю сказав, що Мендес надихнув його стати професіональним футболістом, «Я завжди захоплювався його стилем гри та умінням працювати з м'ячем».

## Загибель
Серхіо Мендес загинув в автомобільній катастрофі 18 грудня 1976 року. Став одним з шести футболістів збірної Сальвадору, які грали на Олімпіаді 1968 року та на Чемпіонаті світу 1970 року у Мексиці, які вже померли. Мендес був дуже хорошим другом для футболіста Хосе Антоніо (Русо) Квінтанілья, який також виступав у «Атлетіко Марте» та збірній Сальвадору.